# الکتروتنگش
الکتروتنگش (Electrostriction) به تغییر چگالی ماده در اثر اعمال میدان الکتریکی گویند.
الکتروتنگش خاصیت همه مواد دی الکتریک است و در اثر جابجایی یون در شبکه کریستالی پس از قرار گرفتن در معرض میدان الکتریکی خارجی ایجاد می‌شود. یون‌های مثبت در جهت میدان جابه‌جا می‌شوند، در حالی که یون‌های منفی در جهت مخالف جابه‌جا می‌شوند. این جابجایی در سراسر مواد حجیم تجمع می‌یابد و منجر به یک کرنش کلی (ازدیاد طول) در جهت میدان می‌شود. ضخامت در جهت‌های متعامد که با نسبت پواسون مشخص می‌شود کاهش می‌یابد. تمام مواد عایق متشکل از بیش از یک نوع اتم به دلیل اختلاف الکترونگاتیوی اتم‌ها تا حدی یونی خواهند بود و در نتیجه انقباض الکتریکی از خود نشان می‌دهند.